# Lincoln Younes
Lincoln Younes (Camberra, Austrália em 31 de Janeiro de 1992) é um ator australiano, talvez mais conhecido por seus papéis como Romeo Kovac em Tangle e Casey Braxton em Home and Away.

## Começo e vida pessoal
Lincoln Younes nasceu na capital da Austrália, Canberra, mas cresceu em Melbourne.[carece de fontes?] Ele frequentou a escola Flora Hill Secondary College, enquanto vivia em Bendigo. Depois jogou futebol aos 14 anos, Younes inicialmente escolheu seguir uma carreira esportiva. No entanto, mais tarde ele percebeu que ele preferiu atuar e foi aceito em um curso de um ano de fim de semana no National Institute of Dramatic Art (NIDA). Younes começou um curso de Artes e Direito na Universidade de Melbourne, mas ele decidiu adiar depois de seis meses.
Younes está em um relacionamento com a atriz Amy Ruffle.

## Carreira

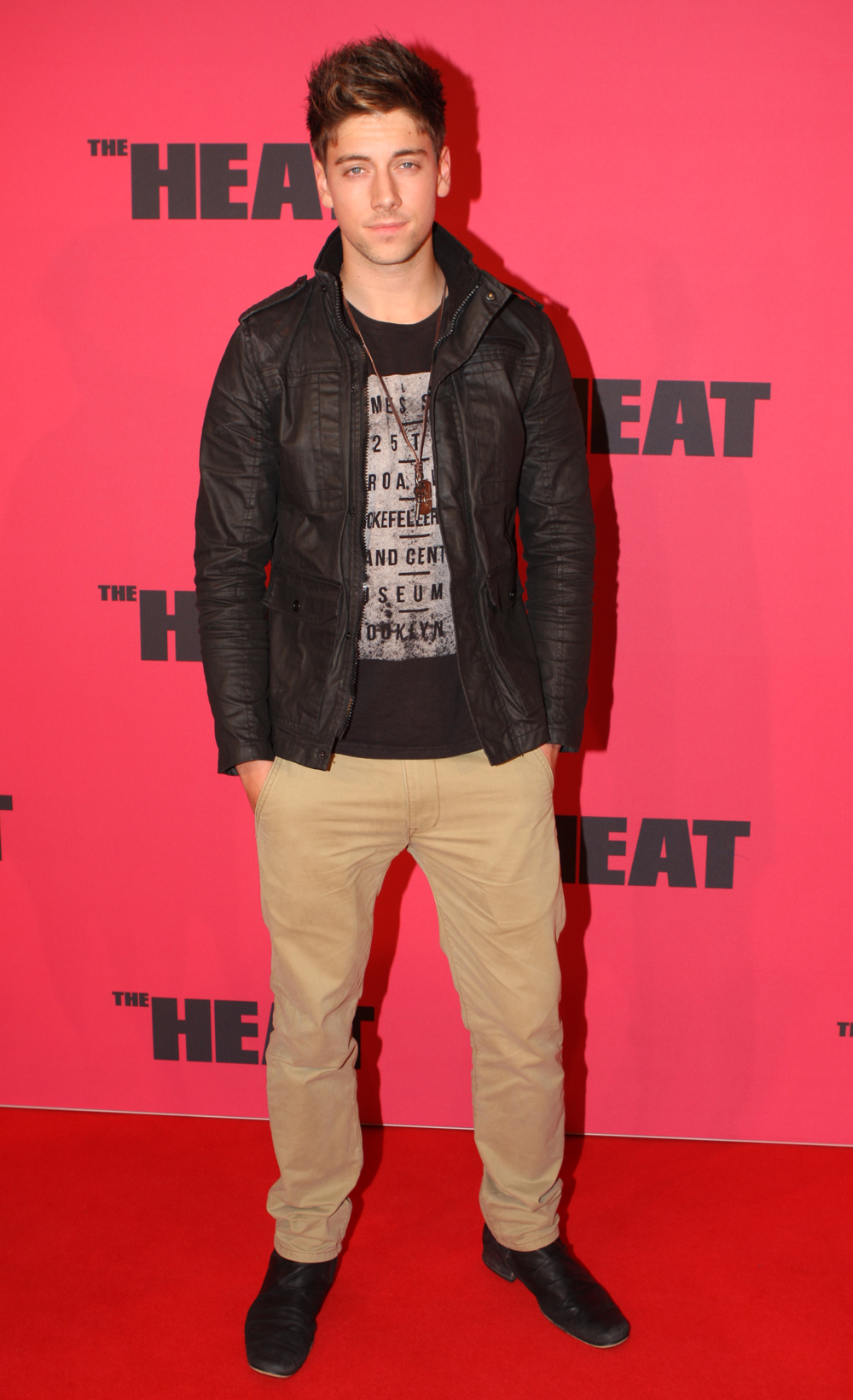
Lincoln durante a estréia do filme "The Heat" em Sydney em julho de 2013.

Em 2009, Younes estrelou em um episódio do crime-drama City Homicide. Depois de participar de sua primeira audição, Younes foi escalado como Romeo Kovac na série drama da Showcase, Tangle. Younes comentou que o show foi: 
 Em 2013, Younes ganhou o ASTRA Awards por "Most Outstanding Performance by a Male Actor" (Desempenho mais destacado de um Ator) por sua interpretação de Romeo. Younes aparece no filme The Wedding Party, juntamente com Josh Lawson e Isabel Lucas. O filme foi exibido no Festival Internacional de Cinema de Melbourne.

Em 2011, Younes teve sucesso o teste para o papel de Casey Braxton na novela Home and Away. Ele mudou-se para Sydney para a filmagem. De seu personagem, Younes disse: 
 Em 2013, Younes foi nomeado pela revista Cleo como "Solteirão do Ano".

## Filmografia
- Séries de Televisão:

| Ano             | Série         | Personagem    | Notas                      |
| --------------- | ------------- | ------------- | -------------------------- |
| 2011 - presente | Home and Away | Casey Braxton | 478 episódios              |
| 2009 - 2012     | Tangle        | Romeo Novak   | 22 episódios               |
| 2009            | City Homicide | Tyler Drew    | episódio "The First Stone" |

- Filmes:

| Ano  | Título            | Personagem | Notas                                                 |
| ---- | ----------------- | ---------- | ----------------------------------------------------- |
| 2010 | The Wedding Party | Todd       | junto a Nikolai Nikolaeff, Josh Lawson e Isabel Lucas |
| 2009 | Locker            | Tim Kelly  | junto a Jeremy Kewley & Josh Geary                    |

- Teatro:

| Ano  | Obra                | Personagem          | Diretor | Teatro                             |
| ---- | ------------------- | ------------------- | ------- | ---------------------------------- |
| 2008 | Les Miserables      | Grantaire & Foreman | -       | National Institute of Dramatic Art |
| 2007 | Annie               | Oliver Warbucks     | -       | -                                  |
| 2006 | Peter Pan, In Japan | -                   | -       | -                                  |

## Prêmios e Nomeações
| Ano  | Categoria                                     | Prêmio                          | Série  | Resultado |
| ---- | --------------------------------------------- | ------------------------------- | ------ | --------- |
| 2013 | Most Outstanding Performance by an Actor–Male | ASTRA Award                     | Tangle | Ganhou    |
| 2013 | Most Eligible Cleo Bachelor                   | Cleo Bachelor of the Year Award | -      | Nomeado   |